# 운반 RNA

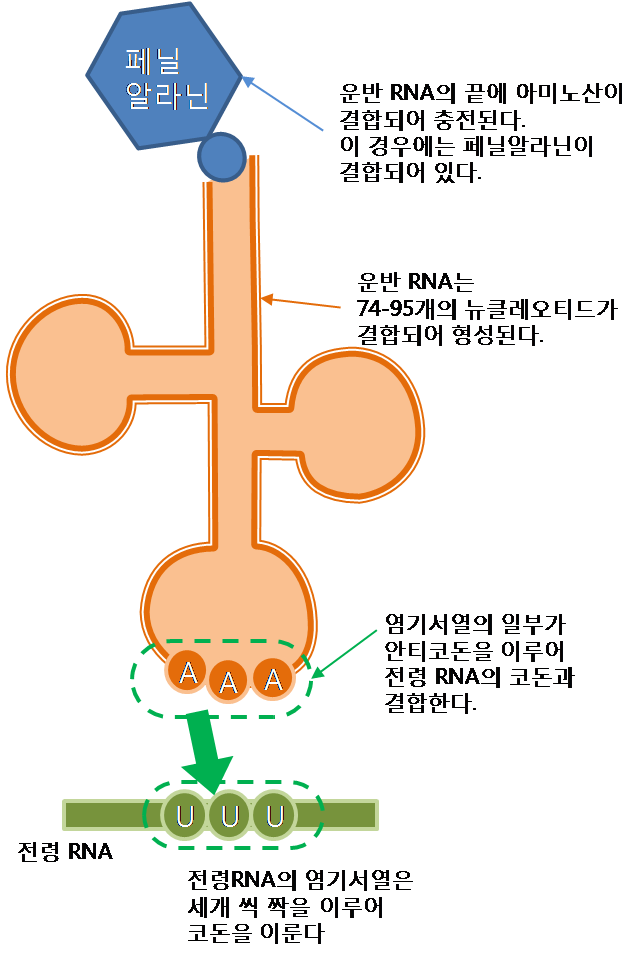
운반 RNA의 구조와 역할

운반 RNA(Transfer RNA) 또는 tRNA는 유전자 발현을 통한 단백질의 합성에 관여하는 저분자 RNA이다. 염기서열의 끝에서 아미노산과 결합되며, 뉴클레오타이드의 염기서열 일부가 안티코돈을 이룬다.

## 구조

효모 운반 RNA의 구조 클로버 잎과 같은 연결 구조를 보인다.
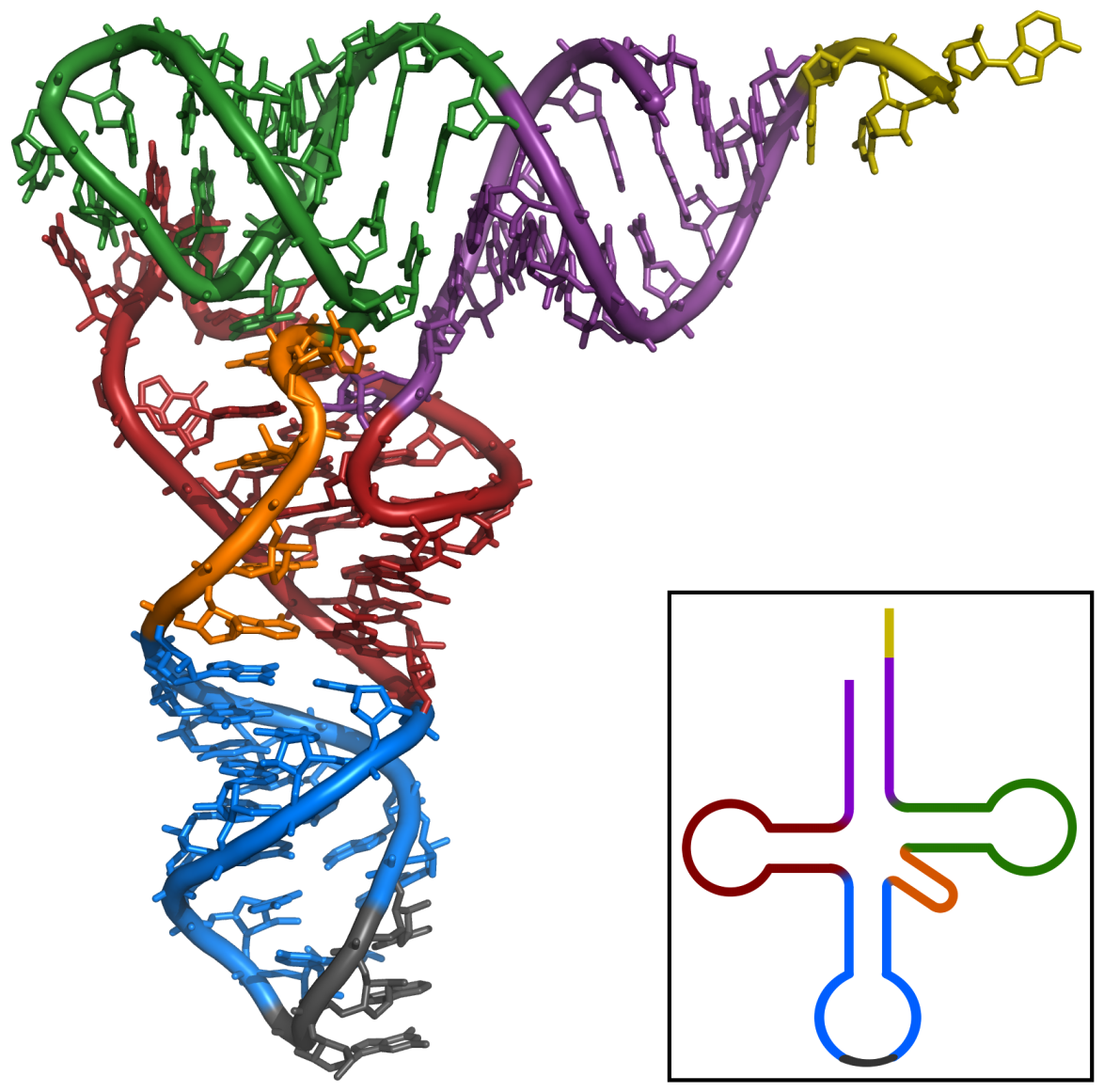
운반 RNA의 입체 구조

운반 RNA는 일렬로 된 RNA 사슬이다. 일부 구간은 연결이 되지 않아 고리를 만들고 다른 일부 구간은 연결되어 지지 구조를 형성한다. 이 때문에 운반 RNA는 독특한 입체 구조를 이루게 된다.

## 안티코돈
운반 RNA의 가운데 고리를 이루는 구간에 안티코돈을 형성하는 뉴클레오타이드 염기 서열이 놓인다. 이 염기 서열은 리보솜(ribosome)에서 전령 RNA의 코돈과 상보적으로 결합하여 단백질 사슬에 아미노산을 결합시키게 된다.

## 아미노산 운반
운반 RNA에 의한 아미노산의 운반 과정은 다음과 같다.
- 운반 RNA의 생성

운반 RNA의 염기서열 끝은 특정한 아미노산과 결합할 수 있는 구조로 되어 있다. 핵소체에서 20종의 모든 아미노산을 운반할 수 있는 운반 RNA가 생성된다.
- 아미노산 충전(charged tRNA)

아미노아실 운반 RNA 합성 효소가 아미노산과 그에 맞는 운반RNA를 결합(charged)시킨다.
- 운반

아미노산이 부착된 운반RNA(charged tRNA)는 리보솜(ribosome)으로 아미노산을 운반후 아미노산을 내놓고 빈 운반RNA(uncharged tRNA)로 빠져나가게 된다.

## 같이 보기
- 김성호 (화학자)
- 비번역 RNA
- 아미노아실-tRNA